# Łukasz Kaczmarek
Łukasz Kaczmarek (Krotoszyn, 29 giugno 1994) è un pallavolista polacco, opposto dello ZAKSA.

## Palmarès

### Club
- Campionato polacco: 2

2018-19, 2021-22
- Coppa di Polonia: 4

2018-19, 2020-21, 2021-22, 2022-23
- Supercoppa polacca: 2

2019, 2020
- Champions League: 3

2020-21, 2021-22, 2022-23

### Nazionale (competizioni minori)
- Memorial Hubert Wagner 2017
- Memorial Hubert Wagner 2021
- Memorial Hubert Wagner 2023

### Premi individuali
- 2019 - Coppa di Polonia: Miglior attaccante
- 2019 - Supercoppa polacca: MVP
- 2021 - Memorial Arkadiusz Gołaś: Miglior attaccante
- 2023 - Volleyball Nations League 2023: Miglior opposto[8]
- 2023 - Campionato europeo: Miglior opposto